# 鹅屋乡
鹅屋乡，曾是中华人民共和国山西省长治市壶关县下辖的一个乡镇级行政单位。2021年4月1日，撤销鹅屋乡，整建制并入大峡谷镇。

## 地理
位于壶关县城东南100公里，东与河南林州市、辉县市接壤，西与陵川县和树掌镇毗邻，北与桥上乡隔山为界‘。乡政府驻鹅屋村总面积105.72平方公里。

## 行政区划
鹅屋乡下辖以下地区：
鹅屋村、恶石掌村、柳泉村、石圪爽村、阴山坝村、牛洞上村、黄崖头村、红脑上村、西壶陵水村、东壶陵水村、师家背村、黄崖底村、东土池村、西土池村、南倒寺村、五里沟村、或岭西村和沙岗沟村。

## 人口
全乡有2 510余户9 260余口人。